# Afrixalus dorsalis
Afrixalus dorsalis es una especie de anfibios de la familia Hyperoliidae.
Habita en Angola, Camerún, República del Congo, República Democrática del Congo, Costa de Marfil, Guinea Ecuatorial, Gabón, Ghana, Guinea, Liberia, Nigeria, Sierra Leona y posiblemente Togo.
Su hábitat natural incluye bosques tropicales o subtropicales secos y a baja altitud, zonas secas de arbustos, praderas húmedas o inundadas en algunas estaciones, marismas de agua dulce, corrientes intermitentes de agua dulce, jardines rurales, zonas previamente boscosas ahora degradadas, estanques, tierras de agricultura parcial o temporalmente inundadas y canales y diques.